# Морская колюшка
Морская колюшка, или длиннорылая колюшка, или пятнадцатииглая колюшка (лат. Spinachia spinachia) — вид лучепёрых рыб из семейства колюшковых. Единственный представитель в роде Spinachia.

## Описание
Тело очень вытянутое с длинным тонким хвостовым стеблем. Передняя и средняя части туловища имеют пятигранную форму на поперечном разрезе. Рыло длинное, тонкое. Спинной плавник имеет 14-17 отдельных шипов и 6-7 соединённых лучей. Анальный плавник с одним колючим лучом и 6-7 соединёнными лучами. На брюшном плавнике один колючий луч и один короткий луч. Грудные плавники у самцов крупнее, чем у самок. Маленький хвостовой плавник с закругленным задним краем. Окраска варьируется в зависимости от места обитания — зеленоватая или коричневатая, передняя часть тела у самцов латунно-жёлтая, во время нереста — с голубым блеском.
Максимальная длина тела 22 см.

## Ареал
Распространена в западной Атлантике от Бискайского залива до мыса Нордкап; Северное море, Балтийское море (но не в Ботническом заливе); в Финском заливе кроме восточной части, где солёность ниже 5 ‰.

## Биология
Встречается на глубине до 10 м в зарослях водорослей. Весной самец начинает строительство гнезда в водорослях из их кусочков, которые склеивает особым секретом. В мае и июне самки выметывают 150—200 икринок в гнездо, которое затем самец защищает. Время созревания икринок — до 20 дней. Вылупившиеся личинки длиной около 6 мм. Молодь уже в следующем году достигает половой зрелости. Питаются беспозвоночными, икрой и личинками рыб.